# Cap Afrique (Tunisie)
Pour les articles homonymes, voir Afrique (homonymie).
Le cap Afrique (arabe : رأس إفريقية) est un cap du littoral de la mer Méditerranée qui se trouve sur le territoire de la municipalité de Mahdia en Tunisie.

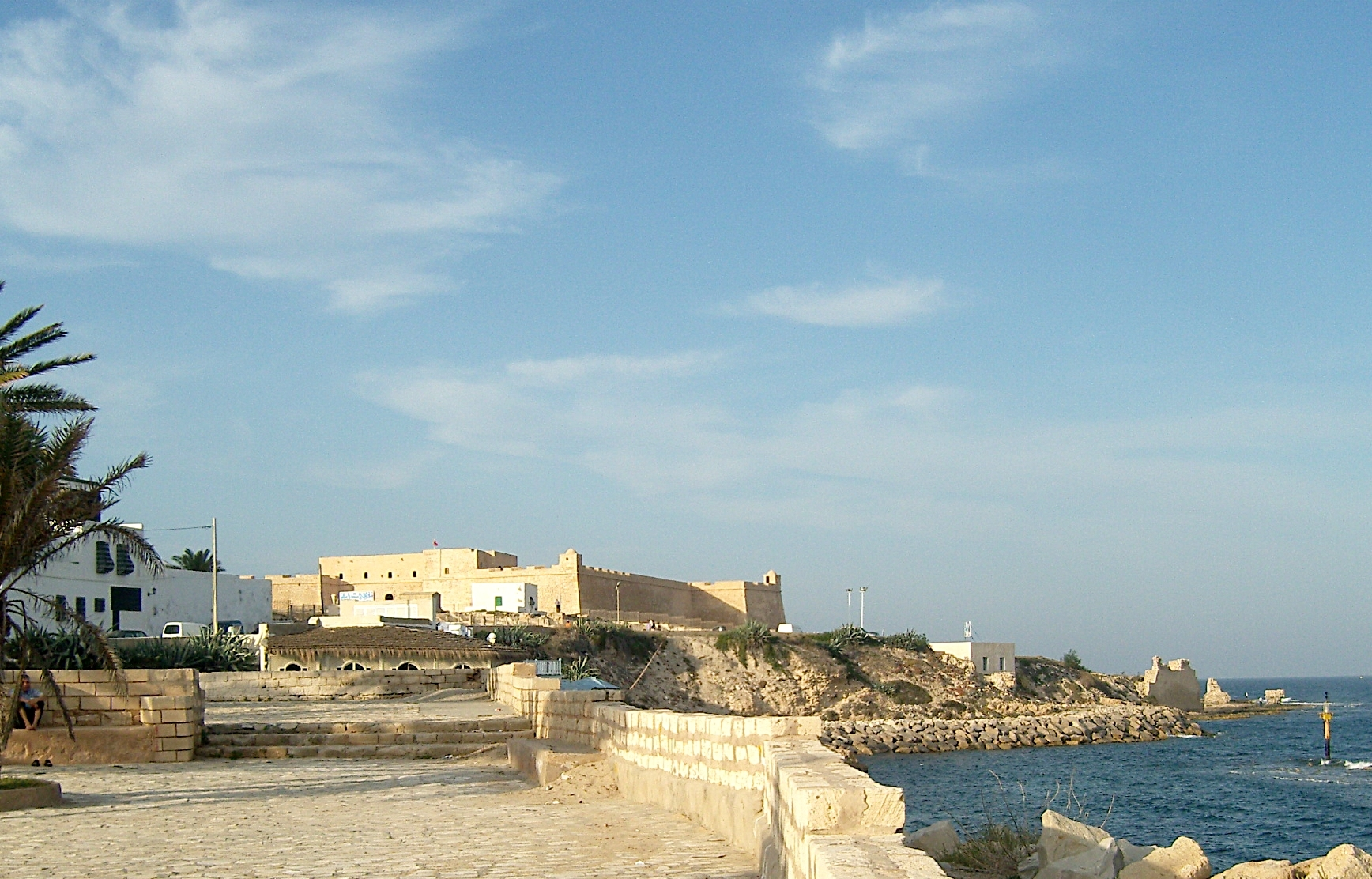
Bordj El Kebir.

La forteresse ottomane de Borj El Kebir, érigée en 1595 par Abou Abdallah Mohamed Pacha, se situe sur ce cap.
À l'extrême pointe du cap se trouvent des tombeaux phéniciens.